# Трошкин, Владлен Павлович
Владле́н Па́влович Тро́шкин (20 февраля 1930 — 22 ноября 2015, Москва) — советский и российский оператор и режиссёр документального кино, генеральный директор Центральной студии документальных фильмов, народный артист РСФСР (1979).

## Биография
Родился в семье специального фотокорреспондента газеты «Известия», участника Великой Отечественной войны Павла Артемьевича Трошкина (1909—1944).
Окончил операторский факультет ВГИКа в 1952 году (мастерская Э. Тиссэ и А. Головни).
В 1952 году начал работать на Центральной студии документальных фильмов в качестве ассистента оператора, затем — оператора и режиссёра.
В 1956 году поехал на целину. Участвовал в многомесячной экспедиции на Дальний Восток.
В 1964—1969 годах преподавал во ВГИКе. С 1974 по 1975 год читал курс кинорежиссуры и руководил мастерской режиссёров документального кино на Высших курсах сценаристов и режиссёров.
В 1970 году вместе с молодёжным медицинским отрядом работал в Перу над съёмками фильмов об оказании помощи пострадавшим от землетрясения. Там состоялось знакомство с хирургом Ренатом Акчуриным.
С 1974 по 1990 годы работал над созданием цикла фильмов о Байкало-Амурской магистрали, был автором сценариев ко многим из них.
Генеральный директор Российской центральной киновидеостудии хроникально-документальных и учебных фильмов в 1995—2001 годах.
Член КПСС с 1955 года, член Союза кинематографистов СССР — СК России (Москва).
Скончался 22 ноября 2015 года в Москве. Похоронен на Троекуровском кладбище.

### Семья
- жена — Нина Васильевна Крачковская (1930—2021), актриса театра и кино;
- дочь — Елена Владленовна Трошкина (род. 1956), редактор на ЦСДФ[1].

## Фильмография
| Год  | Фильм                                     | Содержание | Оператор                   | Режиссёр                    | Источник      |
| ---- | ----------------------------------------- | --- | -------------------------- | --------------------------- | ------------- |
| 1956 | В Лондоне                                 | О достопримечательностях столицы Великобритании | в соавторстве              |                             | [ 9 ]         |
| 1956 | Весенняя международная ярмарка в Лейпциге | | совместно с Е. Ефимовым    |                             | [ 1 ]         |
| 1956 | Миссия дружбы и мира                      | О пребывании Н. А. Булганина и Н. С. Хрущёва в Англии | в соавторстве              |                             | [ 1 ]         |
| 1956 | Мы были на целине                         | О работе студенческих отрядов на целине | совместно с В. Ходяковым   | совместно с В. Ходяковым    | [ 10 ] [ 11 ] |
| 1956 | Праздник советской авиации                | | в соавторстве              |                             | [ 1 ]         |
| 1957 | Праздник в Тунисе                         | | зелёная ✓                  | совместно с Н. Кармазинским | [ 1 ]         |
| 1958 | Всегда с партией                          | | в соавторстве              |                             | [ 1 ]         |
| 1959 | Великая победа человечества               | О запуске первой советской ракеты в сторону Луны | в соавторстве              |                             | [ 12 ]        |
| 1961 | Михаил Довжик                             | О бригадире совхоза «Ярославский» Казахской ССР трактористе Михаиле Довжике                                                                                  | зелёная ✓                  | зелёная ✓                   | [ 13 ]        |
| 1961 | Перед лицом суда                          | О судебном процессе по делу сектантов-пятидесятников | зелёная ✓                  | зелёная ✓                   | [ 14 ]        |
| 1962 | Голос пяти континентов                    | О 5-м Всемирном Конгрессе профсоюзов в Москве | в соавторстве              |                             | [ 1 ]         |
| 1963 | Победа дружбы в Джакарте                  | О спортивных играх GANEFO в Джакарте(Индонезия) | совместно с В. Копалиным   |                             | [ 15 ]        |
| 1963 | Улыбка Йемена                             | О молодом государстве Йемен | зелёная ✓                  | зелёная ✓                   | [ 16 ]        |
| 1963 | Встречи в Югославии                       | О встрече в СФРЮ Н. С. Хрущёва с Иосипом Броз Тито | совместно с С. Киселёвым   |                             | [ 17 ]        |
| 1964 | Голос юности                              | о Всемирном форуме солидарности молодёжи и студентов в борьбе за национальную независимость, освобождение и мир                                              | в соавторстве              |                             | [ 18 ]        |
| 1964 | Дар дружбы                                | О передаче госпиталя, построенного советскими специалистами, в дар индонезийскому народу                                                                     | совместно с В. Копалиным   | совместно с В. Копалиным    | [ 19 ]        |
| 1964 | Н. С. Хрущёв в Норвегии                   | | совместно с Ю. Монгловским |                             | [ 1 ]         |
| 1965 | Месяц доброго солнца                      | Об оленеводческом колхозе на Камчатке |                            | зелёная ✓                   | [ 20 ]        |
| 1965 | Сахалинские лесорубы                      | О комсомольско-молодежной бригаде сахалинских лесорубов Николая Московченко                                                                                  |                            | зелёная ✓                   | [ 21 ]        |
| 1966 | Командоры                                 | О людях, работающих на котиковых промыслах на Командорских островах                                                                                          |                            | зелёная ✓                   | [ 22 ]        |
| 1966 | Вулканы зовут                             | О вулканологах Камчатки |                            | зелёная ✓                   | [ 23 ]        |
| 1966 | Трудная земля                             | | зелёная ✓                  | зелёная ✓                   | [ 2 ]         |
| 1966 | Отец и сын                                | | зелёная ✓                  | зелёная ✓                   | [ 1 ]         |
| 1966 | Раздумья перед стартом                    | О чемпионе СССР и Европы, мастере спорта Игоре Тер-Ованесяне                                                                                                 | зелёная ✓                  | зелёная ✓                   | [ 1 ]         |
| 1968 | Трое в пути                               | | в соавторстве              | зелёная ✓                   | [ 1 ]         |
| 1970 | Трагедия Перу                             | О катастрофическом 11-балльном землетрясении в Перу 31 мая 1970 года                                                                                         | зелёная ✓                  | зелёная ✓                   | [ 24 ]        |
| 1971 | Десант дружбы                             | О советском отряде, оказывавшем помощь населению Перу, пострадавшему от землетрясения                                                                        | зелёная ✓                  | зелёная ✓                   | [ 25 ]        |
| 1972 | Перу. Тысячелетия и три года              | О республике Перу | совместно с О. Арцеуловым  | зелёная ✓                   | [ 1 ]         |
| 1974 | Даёшь БАМ!                                | О Всесоюзной ударной стройке БАМ — Тында. 1-й фильм кинолетописи БАМа                                                                                        |                            | зелёная ✓                   | [ 1 ]         |
| 1975 | Большой день Европы                       | О совещании в Хельсинки по безопасности и сотрудничеству в Европе 1975 года                                                                                  |                            | зелёная ✓                   | [ 26 ]        |
| 1976 | Поезд номер один                          | Поиск первого поезда по БАМу. 2-й фильм кинолетописи БАМа | совместно с В. Горбуновым  | зелёная ✓                   | [ 27 ]        |
| 1977 | Право на жизнь                            | |                            | зелёная ✓                   | [ 1 ]         |
| 1979 | Дом у дороги                              | О проблемах строителей БАМа. 6-й фильм кинолетописи БАМа | в соавторстве              | зелёная ✓                   | [ 28 ]        |
| 1980 | Максималисты                              | Рассказывает о бригаде А. Бондаря, о созданном на БАМе первом народном театре. 7-й фильм кинолетописи БАМа                                                   | совместно с Н. Григорьевым | зелёная ✓                   | [ 29 ]        |
| 1981 | Бронепоезд особого назначения             | О передовой бригаде путеукладчиков под руководством Валентина Шпенькова. 11-й фильм кинолетописи БАМа                                                        |                            | зелёная ✓                   | [ 30 ]        |
| 1982 | Последний десант                          | О проходке последнего тоннеля БАМа — Кодарского. 13-й фильм кинолетописи БАМа                                                                                |                            | зелёная ✓                   | [ 31 ]        |
| 1983 | Испытание                                 | О судьбе трех героев-строителей Байкало-Амурской магистрали. 15-й фильм кинолетописи БАМа                                                                    |                            | зелёная ✓                   | [ 32 ]        |
| 1985 | Победа на БАМе                            | Заложение последнего «золотого» звена БАМа. Последний фильм основной кинолетописи БАМа                                                                       |                            | зелёная ✓                   | [ 33 ]        |
| 1985 | Константин Симонов                        | О жизни и творчестве советского писателя К. М. Симонова |                            | зелёная ✓                   | [ 34 ]        |
| 1989 | Землетрясение                             | О Спитакском землетрясении 1988 года |                            | зелёная ✓                   | [ 2 ]         |
| 1990 | Поступок Несудимого                       | О судьбе В. П. Несудимова — инспектора по качеству строительства БАМа                                                                                        |                            | зелёная ✓                   | [ 35 ]        |
| 1990 | Безработные                               | Сдача БАМа в эксплуатацию. О строителях магистрали, оказавшихся безработными в 1989 году                                                                     |                            | зелёная ✓                   | [ 36 ]        |
| 1991 | История её любви                          | История любви по переписке между заключённым А. Юдкевичем и журналисткой А. Бережковой                                                                       |                            | зелёная ✓                   | [ 37 ]        |
| 1991 | История его любви                         | Продолжение истории любви по переписке между заключённым А. Юдкевичем и журналисткой А. Бережковой                                                           |                            | зелёная ✓                   | [ 38 ]        |
| 1995 | Следы войны                               | О беженцах, жертвах Чеченской войны |                            | зелёная ✓                   | [ 39 ]        |
| 1995 | День победы. Полвека спустя               | О 50-летии Победы в Великой Отечественной войне в Москве, Петербурге, Бресте, Волгограде, Мурманске и далеком сибирском селе, где живёт писатель В. Астафьев |                            | зелёная ✓                   | [ 40 ]        |
| 1997 | Москва — 850 лет спустя                   | О праздновании 850-летия Москвы. |                            | зелёная ✓                   | [ 2 ]         |
| 1999 | Ренат Акчурин. Руки и сердце              | Рассказ о кардиохирурге Р. С. Акчурине, о его работе и жизни                                                                                                 |                            | зелёная ✓                   | [ 41 ]        |

## Награды и звания
- Серебряный приз Московского международного кинофестиваля (1965) — за фильм «Месяц доброго солнца» (1965)[1];
- заслуженный деятель искусств РСФСР (29 сентября 1969)[1];
- народный артист РСФСР (14 ноября 1979)[2];
- лауреат Государственной премии СССР (1986) — за кинолетопись Байкало-Амурской магистрали (БАМ)[42];
- орден Командора — высшая награда Перу[1].